# 希默爾山 (米爾茨塔勒阿爾卑斯山脈)
47°30′36″N 15°12′13″E / 47.51000°N 15.20361°E
希默爾山（德語：Himmel），是奧地利的山峰，位於該國東南部，由施泰爾馬克州負責管轄，屬於米爾茨塔勒阿爾卑斯山脈的一部分，海拔高度1,145米，山體在古生代時期形成。